# BDBOS-Gesetz
Durch das BDBOS-Gesetz (BDBOSG) wurde 2006 in Deutschland die Bundesanstalt für den Digitalfunk der Behörden und Organisationen mit Sicherheitsaufgaben errichtet.
Laut BDBOS-Gesetz ist die Bundesanstalt eine bundesunmittelbare rechtsfähige Anstalt des öffentlichen Rechts mit Sitz in Berlin. Ihr Zweck ist insbesondere der Aufbau und der Betrieb eines bundesweit einheitlichen digitalen Sprech- und Datenfunksystems für Behörden und Organisationen mit Sicherheitsaufgaben in Deutschland. Des Weiteren trifft das Gesetz unter anderem Regelungen zu den Aufgaben, den Organen (Präsident und Verwaltungsrat), zur Satzung, zu Verwaltungsabkommen, zur Aufsicht durch das Bundesministerium des Innern, für Bau und Heimat, zur Finanzierung, zum Wirtschaftsplan, zur Buchführung und den Jahresabschluss, zur Rechnungsprüfung und Anwendung des Haushaltsrechts, zu den Beamten und den Arbeitnehmern.
Das Gesetz besteht aus 24 Paragraphen.